# Vệ tinh quan sát Trái Đất

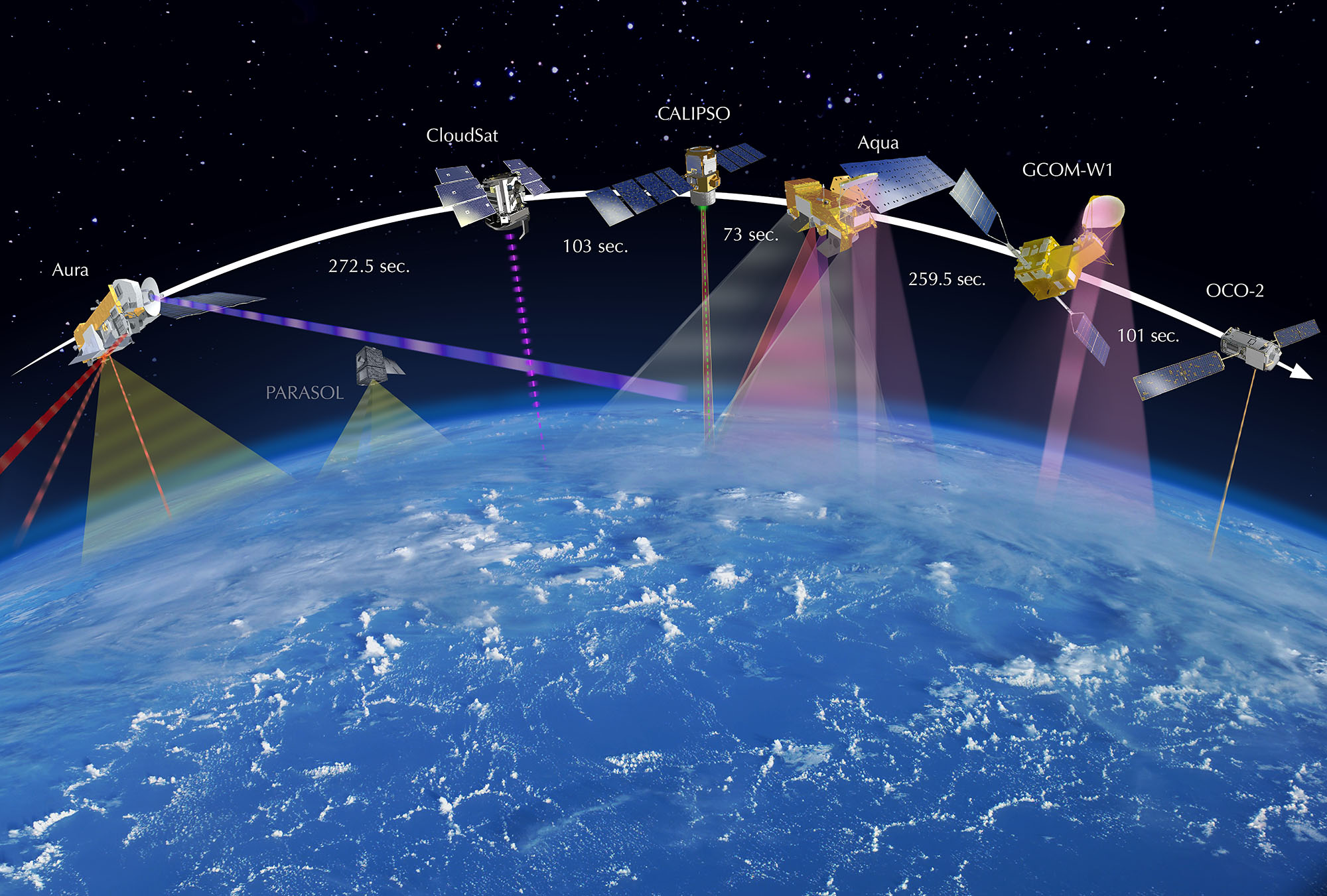
Sáu vệ tinh quan sát Trái Đất, trong đó có tập vệ tinh A-train vào năm 2014

Vệ tinh quan sát Trái Đất hoặc vệ tinh viễn thám Trái Đất là loại vệ tinh được thiết kế hoặc sử dụng để quan sát Trái Đất từ quỹ đạo, bao gồm các vệ tinh do thám và những vệ tinh tương tự dành cho mục đích phi quân sự như giám sát môi trường, khí tượng, lập bản đồ hoặc các mục đích khác. Loại phổ biến nhất là vệ tinh chụp ảnh Trái Đất, giúp cung cấp hình ảnh bề mặt địa cầu tương tự như chụp ảnh trên không; một số vệ tinh quan sát có thể thực hiện viễn thám mà không cần chụp ảnh, ví dụ như trong hiện tượng che khuất sóng vô tuyến GNSS.
Vệ tinh viễn thám xuất hiện kể từ khi Liên Xô phóng vệ tinh nhân tạo đầu tiên là Sputnik 1 vào ngày 4 tháng 10 năm 1957. Sputnik 1 đã gửi lại tín hiệu vô tuyến cho các nhà khoa học sử dụng nghiên cứu tầng điện ly. Ngày 31 tháng 1 năm 1958, Cơ quan Tên lửa Đạn đạo Quân đội Mỹ phóng vệ tinh đầu tiên của nước này là Explorer 1 nhằm phục vụ nghiên cứu cho Phòng Thí nghiệm Sức đẩy Phản lực của NASA. Nhờ thông tin được gửi về từ máy dò bức xạ trên Explorer 1 giúp con người phát hiện ra vành đai bức xạ Van Allen của Trái Đất. Tàu vũ trụ TIROS-1 thuộc chương trình Vệ tinh Quan sát Hồng ngoại Vô tuyến (TIROS) của NASA được phóng vào ngày 1 tháng 4 năm 1960, đã gửi về đoạn phim truyền hình đầu tiên quay lại các kiểu thời tiết từ không gian.
Năm 2008, có hơn 150 vệ tinh quan sát hoạt động trên quỹ đạo Trái Đất, ghi lại hơn 10 terabit dữ liệu mỗi ngày bằng cả hệ thống cảm biến thụ động và chủ động. Đến năm 2021, tổng số lượng vệ tinh tăng lên hơn 950, trong đó sở hữu nhiều nhất là của công ty Planet Labs có trụ sở tại Mỹ.
Hầu hết vệ tinh quan sát Trái Đất đều mang theo các thiết bị cần được vận hành ở độ cao quỹ đạo tương đối thấp, từ trên 500 km đến 600 km (310 đến 370 dặm). Các quỹ đạo thấp hơn có lực cản không khí nhiều hơn làm cho vệ tinh dễ bị phân rã quỹ đạo và mất dần độ cao, dẫn đến việc phải thường xuyên tăng độ cao để tránh thâm nhập khí quyển. Các vệ tinh ERS-1, ERS-2 và Envisat của Cơ quan Vũ trụ châu Âu (ESA) cũng như tàu vũ trụ MetOp của EUMETSAT đều đang hoạt động ở độ cao khoảng 800 km (500 dặm). Các tàu vũ trụ PROBA, PROBA-2 và SMOS của ESA đang hoạt động ở độ cao khoảng 700 km (430 dặm). Các vệ tinh của UAE là DubaiSat-1 & DubaiSat-2 cũng được đặt trong quỹ đạo tầm thấp (LEO) và cung cấp hình ảnh về các khu vực khác nhau của Trái Đất.
Để có thể quét bao phủ toàn cầu trong quỹ đạo thấp, các vệ tinh sử dụng quỹ đạo cực. Quỹ đạo thấp có chu kỳ quỹ đạo khoảng 100 phút và Trái Đất sẽ quay quanh trục của nó khoảng 25° giữa các quỹ đạo liền kề nhau. Mỗi quỹ đạo tạo ra đường đối chiếu trên bề mặt địa cầu dịch chuyển 25° về phía tây, cho phép quét một phần khác nhau của địa cầu. Hầu hết các vệ tinh đều ở quỹ đạo đồng bộ Mặt Trời.
Những vệ tinh sử dụng quỹ đạo địa tĩnh ở độ cao 36.000 km (22.000 dặm) có thể bay lơ lửng tại một điểm không đổi trên bề mặt Trái Đất do chu kỳ quỹ đạo ở độ cao này là 24 giờ. Điều này cho phép mỗi vệ tinh quét bao phủ liên tục hơn 1/3 Trái Đất, vì vậy khi ba vệ tinh bay cách nhau tạo thành góc 120° sẽ bao phủ toàn bộ hành tinh. Quỹ đạo địa tĩnh chủ yếu được sử dụng cho các vệ tinh khí tượng.

## Lịch sử
Herman Potočnik đã nêu ý tưởng về tàu vũ trụ quay quanh quỹ đạo để quan sát chi tiết hoạt động quân sự và hòa bình trên mặt đất trong cuốn sách The Problem of Space Travel (Vấn đề Du hành Không gian) xuất bản năm 1928 của ông. Ông mô tả những điều kiện đặc biệt của không gian có thể mang lại hữu ích như thế nào cho thí nghiệm khoa học. Cuốn sách mô tả các vệ tinh địa tĩnh (do Konstantin Tsiolkovsky lần đầu đưa ra ý tưởng) và thảo luận về việc liên lạc giữa chúng với mặt đất bằng sóng vô tuyến, nhưng lại không có ý tưởng sử dụng vệ tinh để phát sóng quy mô rộng lớn và làm trạm chuyển tiếp viễn thông.

## Ứng dụng

### Thời tiết

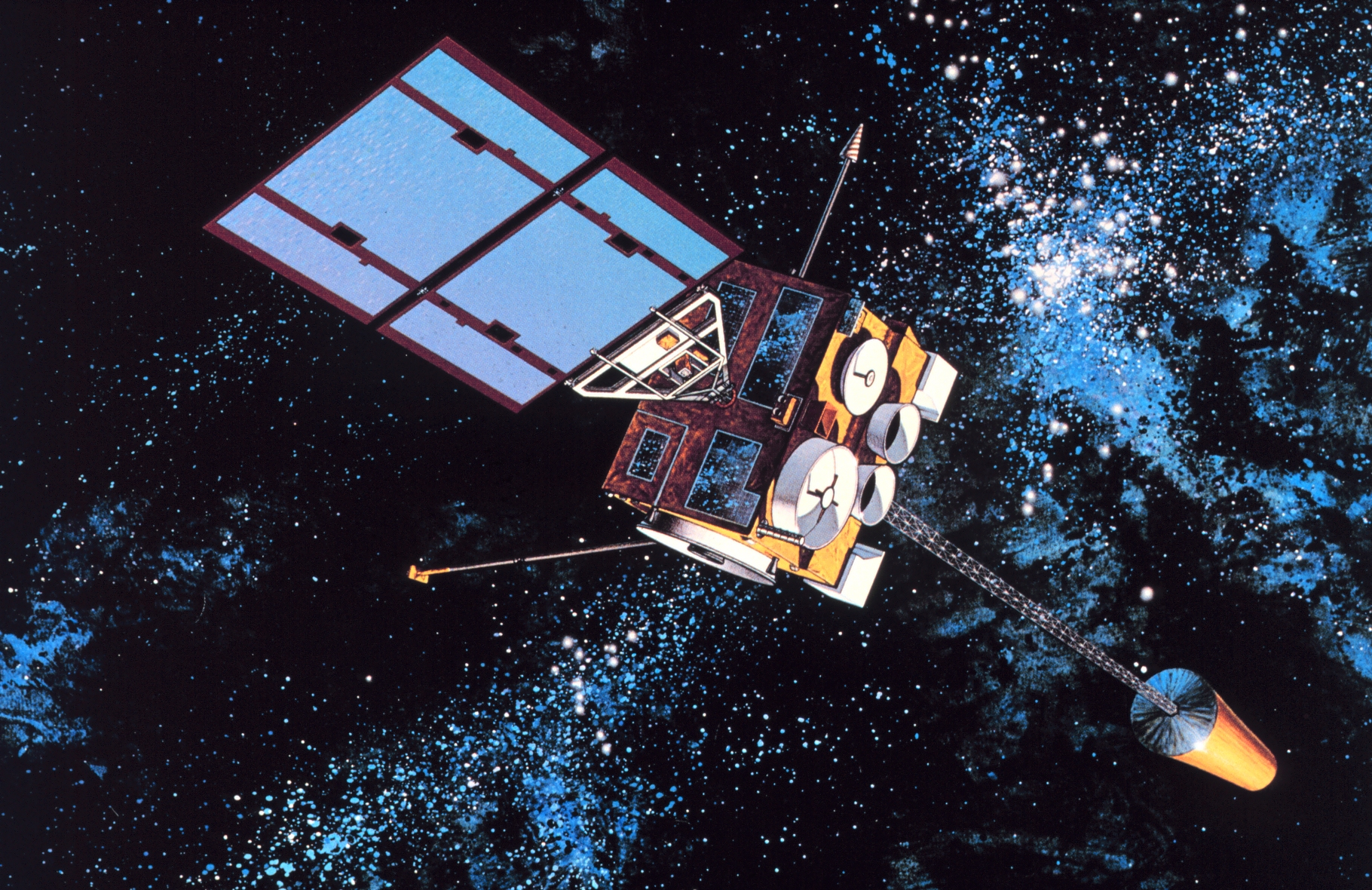
Vệ tinh thời tiết GOES 8 của Mỹ

Vệ tinh thời tiết là một loại vệ tinh được sử dụng chủ yếu để theo dõi thời tiết và khí hậu của Trái Đất. Tuy nhiên, những vệ tinh khí tượng này quan sát nhiều thứ hơn ngoài các hệ thống đám mây, ví dụ, nó có thể thu thập thông tin môi trường như: Ánh đèn thành phố, hỏa hoạn, cháy rừng, ảnh hưởng của ô nhiễm, cực quang, bão cát, bão tuyết, lập bản đồ băng, ranh giới của dòng hải lưu, dòng năng lượng...
Hình ảnh chụp từ vệ tinh thời tiết đã giúp các nhà nghiên cứu theo dõi đám mây tro bụi từ núi lửa St. Helens và hoạt động của những núi lửa khác như núi Etna. Họ cũng theo dõi khói từ các đám cháy ở miền tây nước Mỹ như bang Colorado và bang Utah.

### Giám sát môi trường

Hình ảnh vệ tinh toàn bộ bề mặt Trái Đất dưới dạng phép chiếu hình chữ nhật đều

Vệ tinh giúp hỗ trợ giám sát môi trường bằng cách phát hiện những thay đổi trong thảm thực vật Trái Đất, hàm lượng khí trong khí quyển, trạng thái nước biển, màu sắc đại dương và băng nguyên. Thông qua theo dõi thay đổi của thảm thực vật theo thời gian, môi trường được giám sát bằng cách so sánh trạng thái thực vật hiện tại với mức trung bình trong dài hạn. Ví dụ, vụ tràn dầu năm 2002 ngoài khơi bờ biển tây bắc Tây Ban Nha đã được vệ tinh ENVISAT của Châu Âu theo dõi cẩn thận, mặc dù không phải là vệ tinh thời tiết nhưng nó mang theo thiết bị (ASAR) có thể nhìn thấy những thay đổi trên mặt biển. Sự phát thải do con người gây ra cũng được giám sát bằng cách đánh giá dữ liệu về khí NO2 và SO2 trong tầng đối lưu.
Các loại vệ tinh giám sát môi trường hầu như luôn bay theo quỹ đạo đồng bộ Mặt Trời và quỹ đạo đóng băng. Quỹ đạo đồng bộ Mặt Trời đi qua từng điểm trên mặt đất vào cùng một thời điểm cố định trong ngày, do đó các quan sát trong mỗi lần bay qua có thể được so sánh dễ dàng hơn, vì Mặt Trời ở cùng một vị trí trong mỗi lần quan sát. Quỹ đạo đóng băng là quỹ đạo gần nhất với quỹ đạo tròn mà không bị xáo trộn bởi độ dốc Trái Đất, lực hấp dẫn từ Mặt Trời và Mặt Trăng, áp suất ánh sáng và lực cản không khí.

### Lập bản đồ
Vệ tinh có thể lập bản đồ địa hình trên bề mặt hành tinh từ không gian, ví dụ như vệ tinh Radarsat-1 và TerraSAR-X.

## Quy định quốc tế

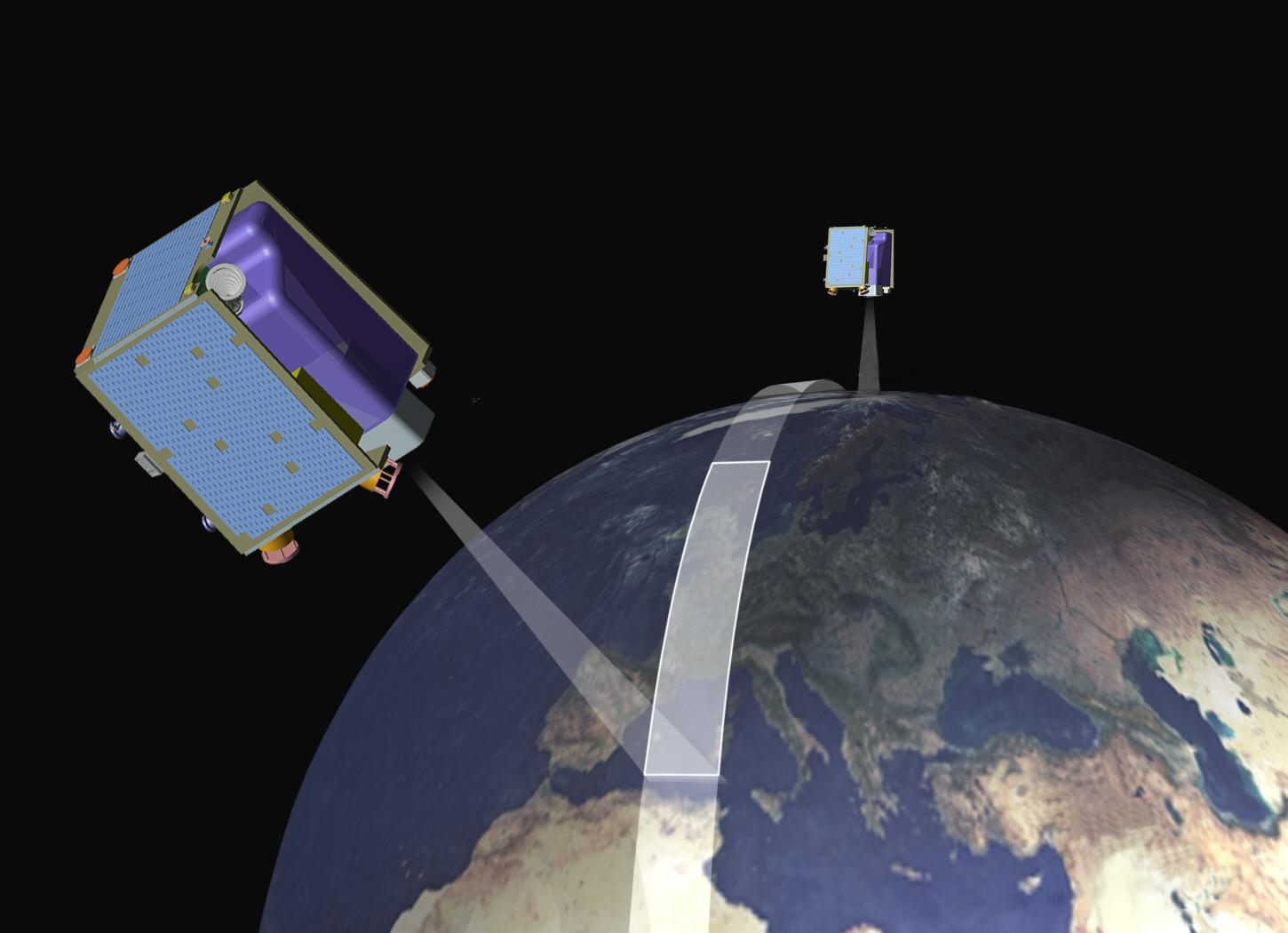
Hệ thống vệ tinh thăm dò Trái Đất RapidEye

Theo Điều 1.51 trong Quy định Vô tuyến ITU (RR) của Liên minh Viễn thông Quốc tế (ITU), dịch vụ vệ tinh thăm dò Trái Đất (còn gọi là: dịch vụ thông tin liên lạc vô tuyến vệ tinh thăm dò Trái Đất) được định nghĩa là:
Dịch vụ thông tin liên lạc vô tuyến giữa các trạm trên mặt đất và một hoặc nhiều trạm vô tuyến trong không gian, bao gồm cả liên kết giữa các trạm không gian với nhau, trong đó:
- thông tin liên quan đến đặc điểm của Trái Đất và các hiện tượng tự nhiên của nó, bao gồm dữ liệu trạng thái môi trường được lấy từ cảm biến thụ động hoặc chủ động trên vệ tinh;
- thông tin tương tự được thu thập từ những nền tảng trên không hoặc trên Trái Đất;
- thông tin được chia sẻ đến các trạm mặt đất trong hệ thống liên quan;
- có thể bao gồm sự dò hỏi nền tảng.

 Dịch vụ này cũng có các liên kết chuyển tiếp cần thiết cho hoạt động của nó.

### Phân loại
Dịch vụ thông tin liên lạc vô tuyến được phân loại theo điều 1 của Quy định Vô tuyến ITU như sau: 

Dịch vụ cố định (điều 1.20)
- Dịch vụ vệ tinh cố định (điều 1.21)
- Dịch vụ liên vệ tinh (điều 1.22)
- Dịch vụ vệ tinh thăm dò Trái Đất
  - Dịch vụ vệ tinh khí tượng (điều 1.52)

### Phân bổ tần số
Việc phân bổ tần số vô tuyến được quy định tại Điều 5 của Quy định Vô tuyến ITU năm 2012.
Để cải thiện sự cân đối trong sử dụng phổ tần, phần lớn việc phân bổ dịch vụ đã được đưa vào Bảng phân bổ và Sử dụng Tần số thuộc trách nhiệm của cơ quan quản lý mỗi quốc gia. Sự phân bổ có thể là: phân bổ chính, phân bổ phụ, phân bổ độc quyền và phân bổ chia sẻ.
- phân bổ chính: được biểu thị bằng chữ in hoa (xem ví dụ bên dưới)
- phân bổ phụ: được biểu thị bằng chữ thường (xem ví dụ bên dưới)
- sử dụng độc quyền hoặc chia sẻ: thuộc trách nhiệm của chính quyền mỗi quốc gia

Tuy nhiên, việc sử dụng cho mục đích quân sự trong băng tần dành cho dân sự sẽ phải tuân theo Quy định Vô tuyến ITU.
Ví dụ về phân bổ tần số
| Phân bổ tần số cho các dịch vụ |        |        |
| Vùng 1 | Vùng 2 | Vùng 3 |
| 401-402 MHz CÁC HỖ TRỢ KHÍ TƯỢNG HOẠT ĐỘNG KHÔNG GIAN (từ không gian về Trái Đất) VỆ TINH KHÁM PHÁ TRÁI ĐẤT (từ Trái Đất lên không gian) VỆ TINH KHÍ TƯỢNG (từ Trái Đất lên không gian) Dịch vụ cố định Dịch vụ điện thoại di động, ngoại trừ điện thoại di động hàng không |        |        |
| 13,4-13,75 GHz VỆ TINH KHÁM PHÁ TRÁI ĐẤT (hoạt động tích cực) ĐỊNH VỊ VÔ TUYẾN NGHIÊN CỨU KHÔNG GIAN Tần số chuẩn và vệ tinh tín hiệu thời gian (từ Trái Đất lên không gian)                                                                                                |        |        |